# X-57 (航空機)
NASA X-57 マクスウェル
X-57(Mod IV)のアーティストのコンセプト
- 分類：実験用航空機軽飛行機
- 製造者：ESAero
- 運用者： アメリカ合衆国NASA
- 運用状況：開発中

NASA X-57 マクスウェル（英語: NASA X-57 Maxwell）は、アメリカ航空宇宙局（NASA）によって開発されている実験用航空機であり、燃料効率、排気ガスおよび航空機の騒音公害を削減する技術を実証することを目的としている。

## 開発
この実験では、イタリア製のツインエンジンのテクナムP2006T（従来の4人乗り軽飛行機）の翼を、それぞれが電動プロペラを備えた分散型電気推進（DEP）翼に交換する。テスト飛行は当初、2017年に開始する予定であった。
最初のテストフェーズでは、18エンジンのトラックに取り付けられた翼を使用する。第2段階では、地上および飛行試験の経験のために、標準のP2006Tにクルーズプロペラとモーターを取り付ける。フェーズ3では、高揚力DEP翼が使用され、高速巡航効率の向上が実証される。最先端のナセルが取り付けられるが、高揚力プロペラ、モーター、コントローラーは取り付けられない。フェーズ4では、DEPモーターと折りたたみ式プロペラを追加して揚力増強を実証する。

### LEAPTechプロジェクト
最先端の非同期プロペラテクノロジー「Leading Edge Asynchronous Propeller Technology （ LEAPTech ）」プロジェクトは、各航空機の翼の端に沿って配置された個々の小さなプロペラを駆動する多くの小さな電気モーターを含む実験的な電気航空機技術を開発するNASAプロジェクト。性能を最適化するために、各モーターは異なる速度で独立して動作し、化石燃料への依存を減らし、航空機の性能と乗り心地を改善し、航空機の騒音を低減する。
2014年に、LEAPTechプロジェクト開始された。NASAラングレー研究センターとNASAアームストロング飛行研究センターの研究者が、2つのカリフォルニア企業、カリフォルニア州ピズモビーチの経験的システム航空宇宙「Empirical Systems Aerospace（ESAero）」とカリフォルニア州サンタクルスのジョビー・アビエーション「Joby Aviation」と提携した。ESAeroはシステム統合と計装を担当する元請業者であり、Jobyは電気モーター、プロペラ、および炭素繊維翼セクションの設計と製造を担当している。
2015年、NASAの研究者は31 ft (9.4 m)スパン、炭素複合翼セクションをリン酸鉄リチウム電池を動力源とする18個の電気モーターで地上試験を行った。
カリフォルニアのセントラルコーストにあるオセアノカウンティ空港で、1月に時速40マイルまでの予備テストが行われた。2015年後半に、特別に改造されたトラックに搭載され、エドワーズ空軍基地の乾燥した湖底を時速70マイルでテストした。
この実験は、NASAの革新的な航空の概念プログラムの下で提案されたX-57MaxwellXプレーンデモンストレーターに先行する。テクナムP2006Tの翼とエンジンを、改良版のLEAPTechの翼とモーターに交換した後、操縦されたXプレーンは、数年以内に飛行する予定である。既存の機体を使用することで、エンジニアはXプレーンのパフォーマンスを元のP2006Tと簡単に比較することができる。

### X-57マクスウェル

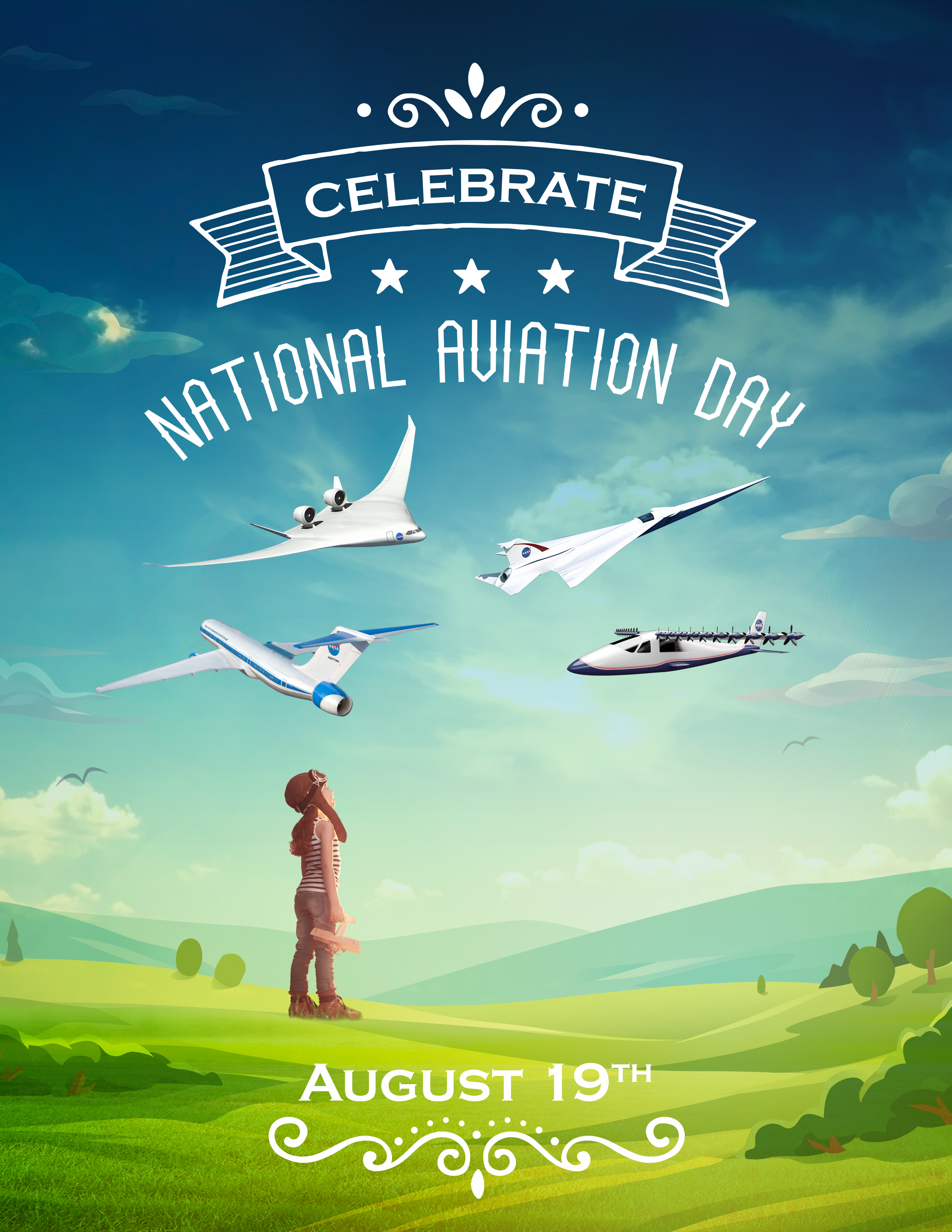
マクスウェルは、2016年の航空の日ためのイラストに含まれていた。

X-57プロジェクトは、2016年6月16日にNASA長官であるチャールズ・ボールデンによって米国航空宇宙学会（AIAA）の航空2016年博覧会での基調講演で公開された。飛行機はスコットランドの物理学者ジェームズ・クラーク・マクスウェルにちなんで名付けられた。
NASAの10年以上ぶりのXプレーンは、NASAのNew Aviation Horizons initiativeの一部であり、最大5機の大型航空機も生産する。X-57は、カリフォルニア州アームストロング飛行研究センターでの4年間の開発期間にわたってSCEPTORプロジェクトによって建造され、最初の飛行は2017年に最初に計画されていた。
Xperimentalによって構築された、クルーズに最適化された翼面荷重テストは、2019年9月までに、設計荷重制限の±120％まで完了し、操縦翼面の自由な動きとフラッター予測のための振動テストを検証した。モーターの接地が実行された後、ESAeroは10月の第1週に、元のピストンエンジンに代わる電気モーターを備えたMod IIXプレーンをカリフォルニアのNASAアームストロングフライトリサーチセンターに納入する予定であったESAeroは2019年10月2日に配信した。当時、システムの地上試験は2019年末までに開始され、飛行試験は2020年の第3四半期に開始される予定であった。

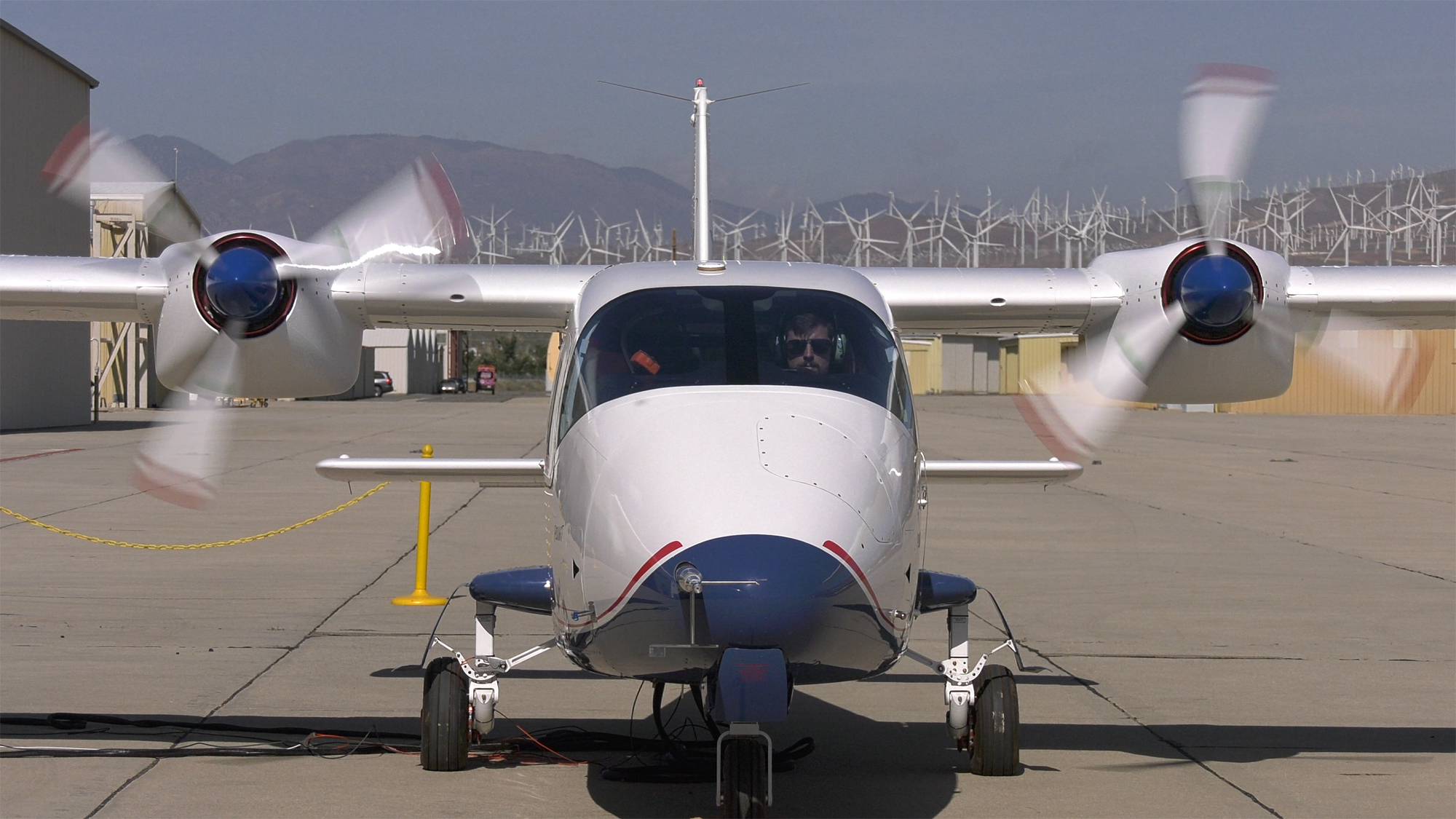
Mod IIの地上試験（2019年6月）

2021年2月までに、NASAは、カリフォルニア州エドワーズのアームストロング飛行研究センターで、タクシーテストと初飛行に向けてMod2高電圧機能地上テストを開始する予定。

## 設計

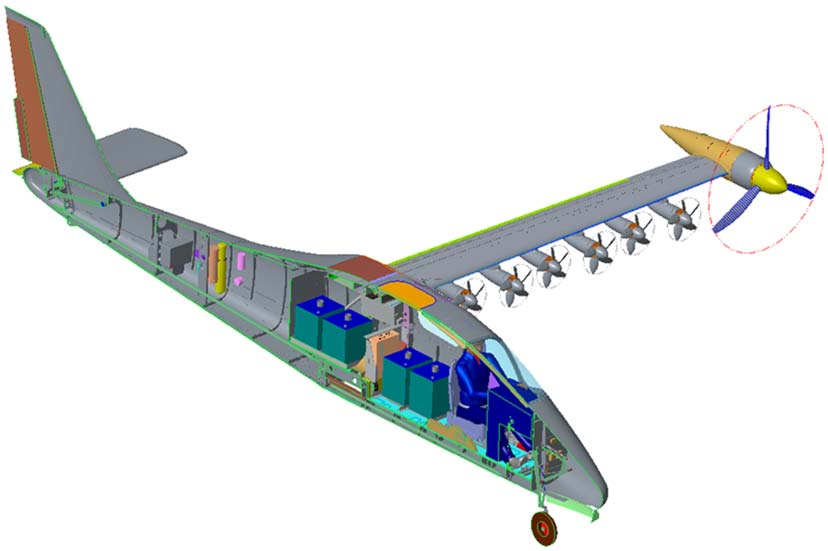
バッテリーシステム、高アスペクト比の翼、電気モーター、および牽引力バスを示す、中心線がカットされた最終的なmod 4のモデル

テクナムP2006Tから改造されたX-57は、翼の前縁に取り付けられたプロペラを駆動する14個の電気モーターを備えた電気航空機である 。14個の電気モーターはすべて離着陸時に使用され、巡航時には外側の2個のみが使用される。追加のモーターによって作られた翼上の追加の気流は、より大きな揚力を生成し、より狭い翼を可能にする。この航空機は2人乗り。航続距離は100 mi (160 km)および最大飛行時間は約1時間。175マイル毎時 (282 km/h)で軽飛行機を飛行するのに必要なエネルギーを5分の1に削減する考えでピストンエンジンからバッテリー電気への切り替えにより、3分の1の削減が実現する可能性がある。
分散推進は、飛行機のエンジンの数を増やし、サイズを小さくする。電気モーターは、同等の出力のジェットエンジンよりも大幅に小型で軽量である。これにより、それらを異なるより有利な場所に配置することができる。この場合、エンジンは翼の下に吊るすのではなく、翼の上に取り付けて翼に沿って分散させる必要がある。

## モディフィケーション

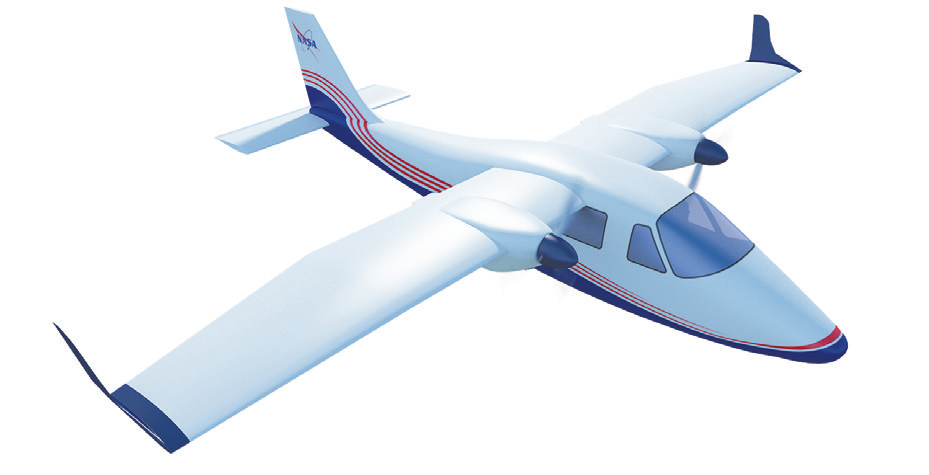
モディフィケーション II
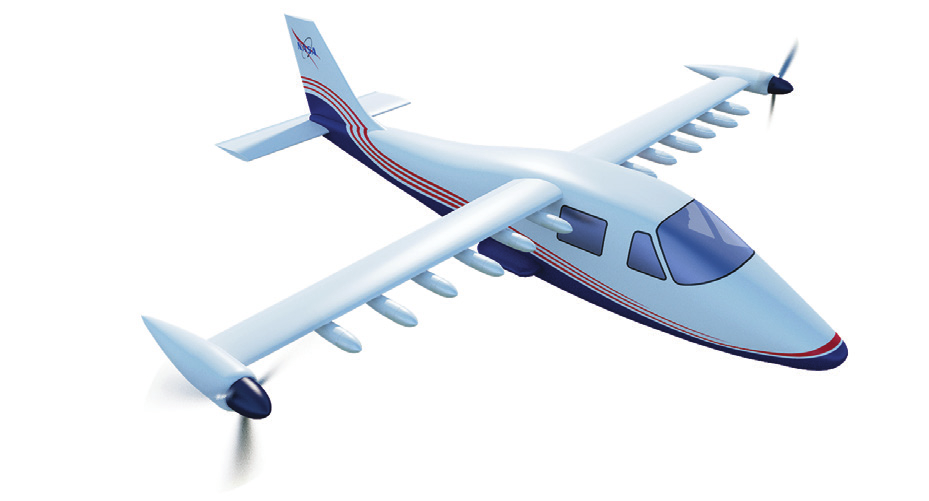
モディフィケーション III
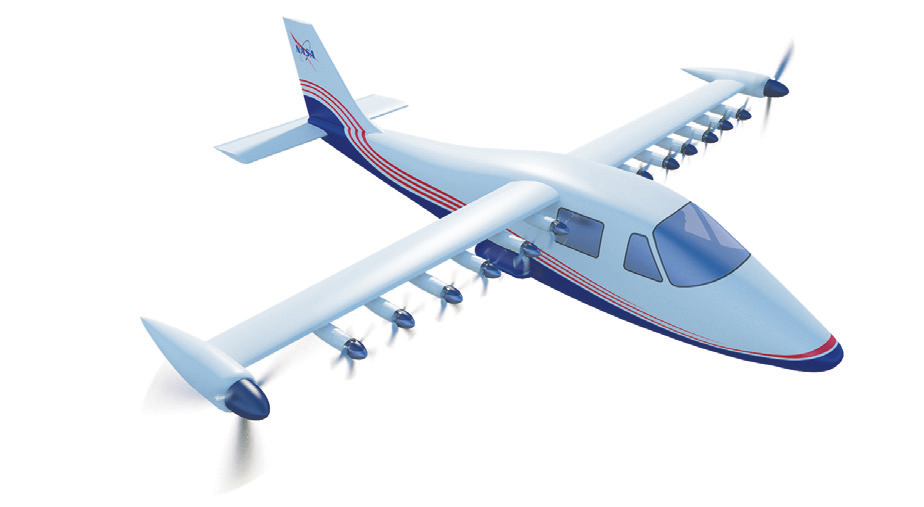
モディフィケーション IV